# Салии, Лазарус
Лазарус Эитаро Салии (англ. Lazarus Eitaro Salii, 17 ноября 1936—20 августа 1988) — палауанский политик, президент Палау с 25 октября 1985 до своего самоубийства 20 августа 1988.

## Политическая карьера
В 1967 г. сенатор от Палау Лазарус Эитаро Салии возглавил созданную конгрессом Микронезии «Комиссию по будущему политическому статусу». Лазарус был сторонником за предоставление самоуправления единой Микронезии. После того, как в 1975 г. была закона разработка проекта конституции Федеративных Штатов Микронезии (ФШМ), Салии вместе с остальными лидерами Палау выступили за отделение от Микронезии.
После убийства президента Харуо Ремелиика и недолгого временного президентства Томаса Ременгесау и Альфонса Ребохона Ойтеронга на пост главы государства в конце 1985 г. был избран Салии Лазарус. Его правление выдалось довольно скандальным. Были уволены несколько помощников президента. В сентябре 1988 г. Лазарус, столкнувшись с выдвижением обвинений в коррупции, застрелился.